# Taipei Cinese ai Giochi della XXX Olimpiade
Taipei Cinese partecipò ai Giochi della XXX Olimpiade, svoltisi a Londra, Regno Unito, dal 27 luglio al 12 agosto 2012, con una delegazione di 44 atleti impegnati in quattordici discipline.